# Wolfgang Buschmann (Politiker)
Wolfgang Buschmann (* 28. September 1960 in Kiel) ist ein deutscher Verwaltungsjurist und Politiker (parteilos). Seit Mai 2012 ist er Landrat des Kreises Schleswig-Flensburg.

## Leben
Buschmann ist promovierter Jurist und war als Assistent an einem Lehrstuhl für öffentliches Recht an der Christian-Albrechts-Universität zu Kiel tätig.
Am 21. Dezember 2011 wurde der parteilose Buschmann vom Kreistag des Kreises Schleswig-Flensburg mit 29 der 56 Abgeordnetenstimmen zum neuen Landrat gewählt. Er trat sein Amt am 23. Mai 2012 an und löste damit Bogislav-Tessen von Gerlach ab. Vor seiner Wahl zum Landrat war Buschmann 19 Jahre Bürgermeister der Gemeinde Harrislee. Neuer Bürgermeister von Harrislee wurde der parteilose Martin Ellermann.
Buschmann ist verheiratet und hat drei Kinder.